# Christian Hausmann
Christian Hausmann (* 21. November 1963 in West-Berlin) ist ein ehemaliger deutscher Fußballspieler.

## Karriere
Christian Hausmann, Sohn des früheren Hertha-Profis Karl-Heinz Hausmann, spielte ab 1986 für die Profimannschaft von Bayer 04 Leverkusen. Zuvor war er bei den Berliner Vereinen RFC Alt-Holland, Meteor 06 Berlin, Blau-Weiß 90 Berlin und Reinickendorfer Füchse aktiv. 1988 konnte er mit der „Werkself“ den UEFA-Pokal-Sieg feiern – der größte Erfolg seiner Karriere. Im Winter 1989 wechselte er für 650.000 DM zum 1. FC Nürnberg. In Leverkusen war er zuletzt meist nur Einwechselspieler gewesen und kam über diese Rolle auch in Nürnberg zunächst nicht hinaus. Ab 1989 stand er dann, wenn er spielte, wieder häufig 90 Minuten auf dem Platz. Im April 1991 wurde er von Trainer Arie Haan suspendiert, weil er „nicht mehr mitzog“, so die Aussage seines Coaches.
Für 300.000 DM wechselte er zur Saison 1991/92 gemeinsam mit Uli Bayerschmidt zurück in seine Berliner Heimat, zu Hertha BSC. Am 15. Dezember 1991, seinem 21. Ligaeinsatz für Hertha, köpfte er in der 45. Minute den 1:0-Führungstreffer gegen den SV Meppen, prallte dabei mit Torhüter Manfred Kubik aber derart unglücklich zusammen, dass ihm eine Niere und die Milz entfernt werden mussten und er über eine Woche auf der Intensivstation lag. Hausmann konnte seine Fußballer-Karriere anschließend nicht mehr fortsetzen.
2007 trat er das Traineramt beim Bezirksligisten VfL Witzhelden an und war dort bis Juli 2010 tätig. Ab dem Februar 2011 ist Hausmann neuer Trainer des Bezirksligisten TG Hilgen 04. Im Februar 2012 wurde bekannt gegeben, dass der Vertrag mit dem Ablauf der Saison 2011/12 beendet wird.

### Statistik
| Liga          | Spiele (Tore) |
| ------------- | ------------- |
| Bundesliga    | 106 (7)       |
| 2. Bundesliga | 021 (1)       |
| Wettbewerb    |               |
| DFB-Pokal     | 08 (3)        |

### Erfolge
- UEFA-Pokal-Sieger 1988 mit Bayer 04 Leverkusen